# Topobea killipii
Topobea killipii är en tvåhjärtbladig växtart som beskrevs av John Julius Wurdack. Topobea killipii ingår i släktet Topobea och familjen Melastomataceae. Inga underarter finns listade i Catalogue of Life.